# Liste des matchs de l'équipe de Macédoine du Nord de football par adversaire
Cette liste présente les matchs de l'équipe de Macédoine du Nord de football par adversaire rencontré. Lorsqu'une rivalité footballistique particulière existe entre la Macédoine et un autre pays, une page spécifique est parfois proposée.
- Haut – A
- B
- C
- D
- E
- F
- G
- H
- I
- J
- K
- L
- M
- N
- O
- P
- Q
- R
- S
- T
- U
- V
- W
- X
- Y
- Z

## A

### Andorre
| Date            | Lieu                       | Match               | Score | Compétition                                |
| 13 octobre 2004 | Andorre-la-Vieille Andorre | Andorre - Macédoine | 1 - 0 | Qualifications pour la Coupe du monde 2006 |
| 9 février 2005  | Skopje Macédoine du Nord   | Macédoine - Andorre | 0 - 0 | Qualifications pour la Coupe du monde 2006 |
| 11 octobre 2006 | Andorre-la-Vieille Andorre | Andorre - Macédoine | 0 - 3 | Qualifications pour l'Euro 2008            |
| 17 octobre 2007 | Skopje Macédoine du Nord   | Macédoine - Andorre | 3 - 0 | Qualifications pour l'Euro 2008            |

Bilan
- Total de matchs disputés : 4
- Victoires de l'équipe d'Andorre : 1
- Victoires de l'équipe de Macédoine : 2
- Match nul : 1

### Australie
| Date         | Lieu                     | Match                 | Score | Compétition  |
| 12 mars 1997 | Skopje Macédoine du Nord | Macédoine - Australie | 0 - 1 | Match amical |

Bilan
- Total de matchs disputés : 1
- Victoires de l'équipe d'Australie : 1
- Victoires de l'équipe de Macédoine : 0
- Match nul : 0

## E

### Espagne
| Date             | Lieu             | Match               | Score | Compétition                                            |
| 12 octobre 1994  | Skopje Macédoine | Macédoine - Espagne | 0 - 2 | Éliminatoires du championnat d'Europe de football 1996 |
| 15 novembre 1995 | Elche Espagne    | Espagne - Macédoine | 3 - 0 | Éliminatoires du championnat d'Europe de football 1996 |

Bilan
- Total de matchs disputés : 2
- Victoires de l'équipe d'Espagne : 2
- Victoires de l'équipe de Macédoine : 0
- Matchs nuls : 0

## M

### Monténégro
| Date             | Lieu                  | Match                  | Score | Compétition  |
| 19 novembre 2008 | Podgorica, Monténégro | Monténégro - Macédoine | 2-1   | Match amical |
| 3 mars 2010      | Skopje, Macédoine     | Macédoine - Monténégro | 2-1   | Match amical |

Bilan
- Total de matchs disputés : 2
- Victoires de l'équipe du Monténégro : 1
- Matchs nuls : 0
- Victoires de l'équipe de Macédoine : 1
- Total de buts marqués par l'équipe du Monténégro : 3
- Total de buts marqués par l'équipe de Macédoine : 3

## P

### Pays-Bas
| Date              | Lieu                     | Match                | Score | Compétition                                            |
| 9 octobre 2004    | Skopje Macédoine du Nord | Macédoine - Pays-Bas | 2 - 2 | Qualifications pour la Coupe du monde 2006             |
| 12 octobre 2005   | Amsterdam Pays-Bas       | Pays-Bas - Macédoine | 0 - 0 | Qualifications pour la Coupe du monde de football 2006 |
| 10 septembre 2008 | Skopje Macédoine du Nord | Macédoine - Pays-Bas | 1 - 2 | Qualifications pour la Coupe du monde de football 2010 |
| 1er avril 2009    | Amsterdam Pays-Bas       | Pays-Bas - Macédoine | 4 - 0 | Qualifications pour la Coupe du monde de football 2010 |
| 21 Juin 2021      | Amsterdam Pays-Bas       | Pays-Bas - Macédoine | 3-0   | Euro 2021                                              |

Bilan
- Total de matchs disputés : 5
- Victoires de l'équipe de Macédoine : 0
- Victoires de l'équipe des Pays-Bas : 3
- Match nul : 2

### Pologne
| Date            | Lieu          | Match               | Score | Compétition             |
| 14 février 2003 | Split Croatie | Pologne - Macédoine | 3 - 0 | 100 ans du Hajduk Split |

Bilan
- Total de matchs disputés : 1
- Victoires de l'équipe de Pologne : 1
- Victoires de l'équipe de Macédoine : 0
- Matchs nuls : 0

### Portugal
| Date         | Lieu            | Match                | Score | Compétition  |
| 2 avril 2003 | Lausanne Suisse | Portugal - Macédoine | 1-0   | Match amical |

Bilan
- Total de matchs disputés : 1
- Victoires de l'Équipe du Portugal  : 1
- Matchs nuls : 0
- Victoires de l'Équipe de Macédoine  : 0

## R

### Russie
| Date             | Lieu             | Match              | Score | Compétition                                            |
| 15 novembre 2006 | Skopje Macédoine | Macédoine - Russie | 0 - 2 | Éliminatoires du championnat d'Europe de football 2008 |
| 8 septembre 2007 | Russie           | Russie - Macédoine | 3 - 0 | Éliminatoires du championnat d'Europe de football 2008 |

Bilan
- Total de matchs disputés : 2
- Victoires de l'équipe de Russie : 2
- Victoires de l'équipe de Macédoine : 0
- Matchs nuls : 0

## T

### Turquie
| Date        | Lieu             | Match               | Score | Compétition  |
| 5 juin 2017 | Skopje Macédoine | Macédoine - Turquie | 0 - 0 | Match amical |

Bilan
- Total de matchs disputés : 1
- Victoires de l'équipe de Turquie : 0
- Victoires de l'équipe de Macédoine : 0
- Matchs nuls : 0

## Ukraine
Liste des confrontations
| Date        | Lieu      | Match             | Score | Competition |
| ----------- | --------- | ----------------- | ----- | ----------- |
| 17juin 2021 | Bukharest | Ukraine-Macedonie | 2-1   | Euro 2021   |

- Totale match 1
- Victoire Ukraine 1
- Victoire Macedone 0
- Nuls 0